# Аметистов, Евгений Васильевич
Евге́ний Васи́льевич Амети́стов (12 февраля 1884, село Орловка, Бобровский уезд, Воронежская губерния — 4 марта 1938, урочище Сандармох) — обновленческий архиепископ Петрозаводский и Карельский. Бывший священник Русской православной церкви.

## Семья
Родился в семье протоиерея Василия Кузьмича Аметистова, служившего в городе Боброве Воронежской губернии. В семье было восемь детей — шестеро дочерей и двое сыновей. Внук Евгения Аметистова — судья Конституционного суда Эрнест Аметистов.

## Священник и обновленец
В 1900 году окончил Воронежское духовное училище. В 1906 году окончил Воронежскую духовную семинарию.
В июле того же года принят в Ставропольскую епархию и назначен псаломщиком Николаевской церкви станицы Усть-Лабинской Екатеринодарского отдела Кубанской области. Женился на Александре Ивановне Срывкиной.
23 апреля 1907 года был рукоположён в сан диакона, а 24 апреля — в сан священника и назначен в клир Михаило-Архангельского собора города Темрюка. С 10 октября того же года также был законоучителем Мариинского женского училища в Темрюке.
В октябре 1909 года переведён настоятелем в Покровский храм села Еленовского Екатеринодарского отдела Кубанской области.
В декабре 1911 года переведён в Николаевскую церковь села Николаевского Екатеринодарского отдела Кубанской области. 21 марта 1916 года награждён набедренником.
С 29 октября 1916 года — священник Покровской церкви станицы Сергиевской Кавказского отдела Кубанской области.
В 1919 году одновременно нанимается на работу счетовода Сергиевского общества потребителей, однако в 1921 году уволен с этой должности как «социально чуждый элемент».
Присоединился к обновленческому движению в 1922 году. В октябре 1923 года назначен настоятелем Успенской церкви на Дубинке в Краснодаре. С сентября 1924 года — настоятель Крестовозвиженской церкви в Краснодаре.
В 1925 году был назначен «миссионером-благовестником» Кубанской обновленческой епархии, с 1930 года — членом обновленческого Кубанского епархиального управления.
31 декабря 1933 года в Москве, будучи в браке, хиротонисан в сан епископа Петрозаводского и Карельского. Хиротонию совершили: Виталий (Введенский), Александр Введенский и Николай Розанов.
В декабре 1935 года был возведён в сан архиепископа.

## Арест и гибель
16 января 1938 был арестован в Петрозаводске, обвинён в участии в контрреволюционной организации. На первом допросе виновным себя не признал, на втором допросе изменил показания, признавшись в работе на деникинскую контрразведку, спецслужбы Германии и Финляндии — последним он якобы выдавал сведения «о длине русла, ширине и глубине рек Неглинки и Лососинки, о мостах через эти речки в гор. Петрозаводске», «о мощности хлебозаводов», «о местонахождении почты, телеграфа и больниц города».
Судья Эрнест Аметистов, ознакомившийся с делом своего деда, писал:

Но самое страшное началось на следующих допросах, когда дед стал одного за другим выдавать «завербованных им лиц» — каких-то несчастных рабочих Онежского завода и заготовителей грибов и ягод, а также своих коллег — священнослужителей… Затем шли многочисленные запросы Военного прокурора Северного Военного округа, возбудившего дело о реабилитации, в различные города и веси с целью найти следы хотя бы одного из тех людей, которых упоминал дед на допросах в качестве пособников в своей «шпионской деятельности». Из ответов выяснилось, что часть из них были расстреляны ещё до его ареста, а другие никогда не проживали по указанным адресам. В одном случае отсутствовала даже улица, названная в его показаниях. Выходит, что дед называл своим мучителям имена либо мёртвых, либо никогда не живших людей, просто выдумывал их. Вероятно, он рассчитывал на то, что до его смерти показания не успеют проверить. Так оно и вышло…
13 февраля 1938 осуждён к расстрелу Комиссией НКВД и Прокуратуры СССР. 4 марта того же года расстрелян.
17 января 1957 года по определению трибунала Северного военного округа № Н-13 уголовное дело на Аметистова было прекращено за отсутствием состава преступления в его действиях. В 1959 реабилитирован.